# فابیو ساباتینی
فابیو ساباتینی (ایتالیایی: Fabio Sabatini؛ زادهٔ ۱۸ فوریهٔ ۱۹۸۵) دوچرخه‌سوار اهل ایتالیا است.

## باشگاهی
از باشگاه‌هایی که در آن رکاب زده‌است می‌توان به تیم کوئیک‌استپ فلورز، لیکویگاس، و تیم میلرام اشاره کرد.